# John Pelu
John Pelu, född 2 februari 1982 i Ouagadougou, Burkina Faso, är en svensk fotbollsspelare som spelar i den norska fotbollsklubben Strindheim.
Pelu bodde under sina yngre år i Ghana men föddes i Burkina Faso eftersom hans mor arbetade där. 1991 flyttade han till Sverige och han har nu blivit svensk medborgare. Han värvades från Helsingborgs IF till Östers IF 2005. Pelu hade dock inför Östers allsvenska sejour gått från att vara ordinarie spelare till avbytare.
Pelu lämnade Östers IF i augusti 2006 då han lånades ut till norska Kongsvinger. I december 2006 skrev Pelu på ett treårskontrakt för Kongsvinger. Den 27 december 2007 offentliggjordes att han övergår till Rosenborg BK under 2008 för spel minst fram till 2010. Övergångspengen var tre miljoner norska kronor. I januari 2011 skrev han på för den azerbajdzjanska fotbollsklubben FK Muğan, som under sommaren gick i konkurs. Efter detta gick han till en annan azerbajdzjansk klubb, Ravan Baku.